# Howard, Queensland
Howard är en ort i Australien. Den ligger i kommunen Fraser Coast och delstaten Queensland, omkring 240 kilometer norr om delstatshuvudstaden Brisbane. Howard ligger 18 meter över havet och antalet invånare är 1 071.
Runt Howard är det glesbefolkat, med 20 invånare per kvadratkilometer.. Howard är det största samhället i trakten.
I omgivningarna runt Howard växer huvudsakligen savannskog. Genomsnittlig årsnederbörd är 1 350 millimeter. Den regnigaste månaden är mars, med i genomsnitt 291 mm nederbörd, och den torraste är september, med 21 mm nederbörd.